# Origâmi

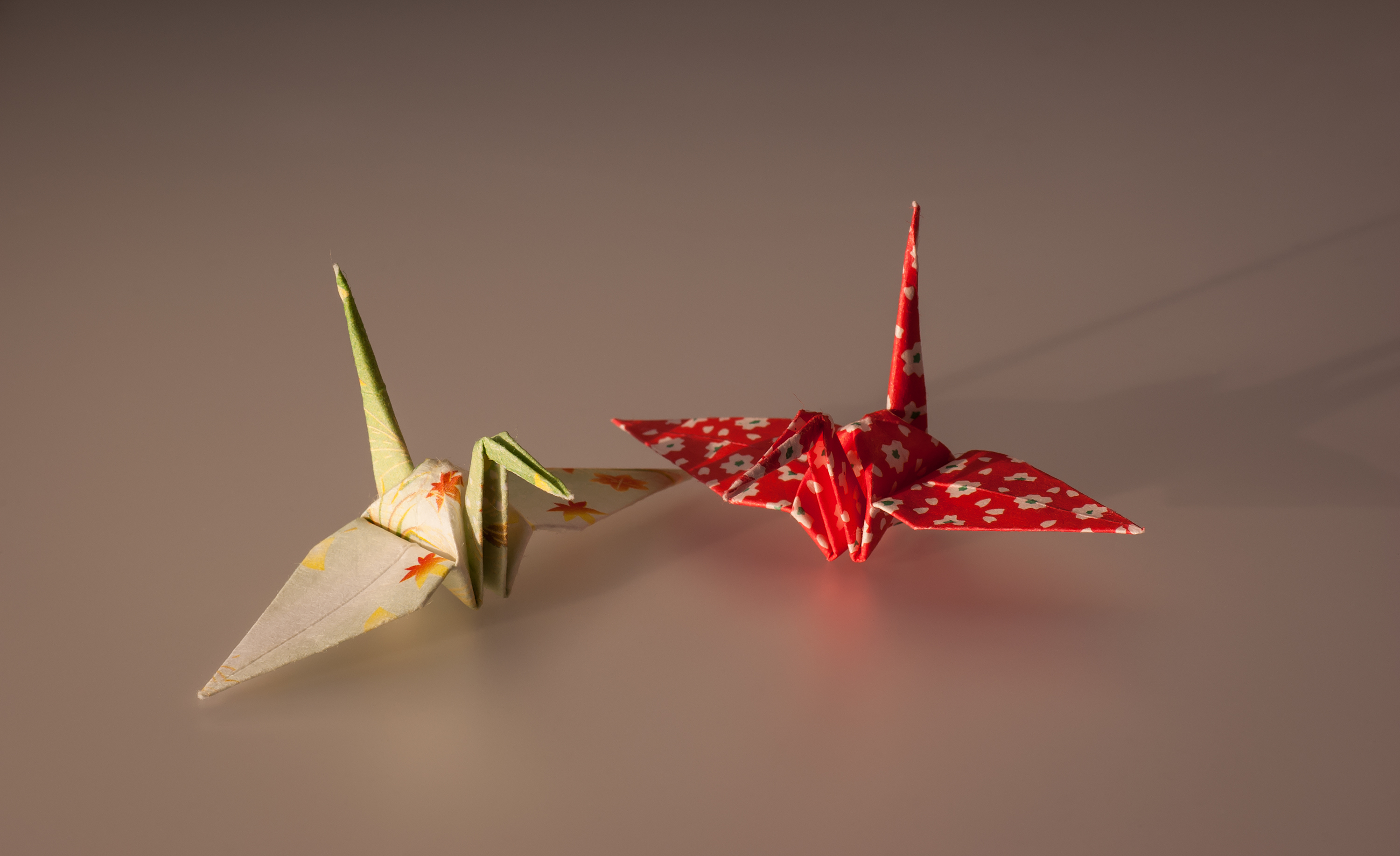
Grous de origami

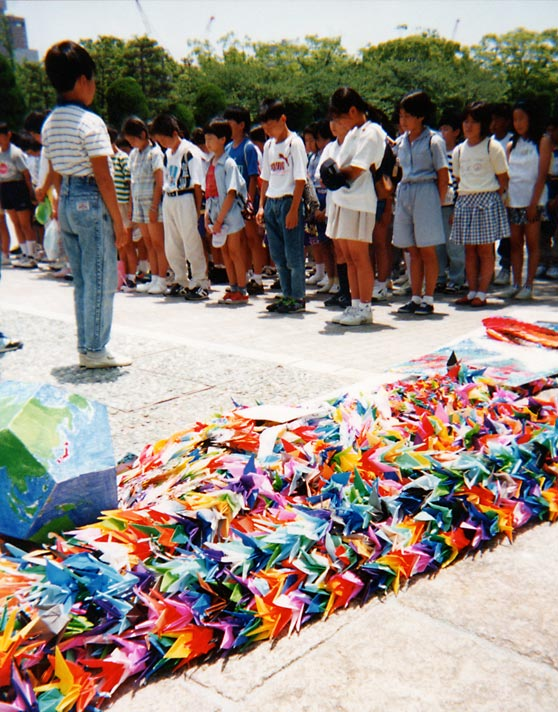
Um grupo de alunos japoneses dedica sua contribuição de mil grous de origami no memorial Sadako Sasaki em Hiroshima

Origami (折り紙, pronunciado: [oɾiɡami] ou [oɾiꜜɡami]; de ori que significa "dobrar" e kami que significa "papel" (kami muda para gami devido ao rendaku)) é a arte de dobradura de papel. O origami teve origem no Japão, mas foi aperfeiçoado e propagado pelo mundo inteiro. No uso moderno, a palavra "Origami" é usada como um termo inclusivo para todas as práticas de dobráveis em papel, independentemente de sua cultura de origem. O objetivo é transformar uma folha de papel quadrada plana em uma escultura acabada por meio de técnicas de dobra e escultura. Os praticantes de origami modernos geralmente desencorajam o uso de cortes, cola ou marcações no papel. Os dobradores de origami costumam usar a palavra japonesa kirigami para se referir aos designs que usam cortes.
O pequeno número de dobraduras de origami básicas pode ser combinado de várias maneiras para criar designs intrincados. O modelo de origami mais conhecido é o grou de papel. Em geral, esses designs começam com uma folha quadrada de papel cujos lados podem ter diferentes cores, estampas ou padrões. O origami tradicional japonês, praticado desde o período Edo (1603-1867), muitas vezes tem sido menos rigoroso com essas convenções, às vezes cortando o papel ou usando formas que não são quadradas para começar. Os princípios do origami também são usados em estentes, embalagens e outras aplicações de engenharia.

## História

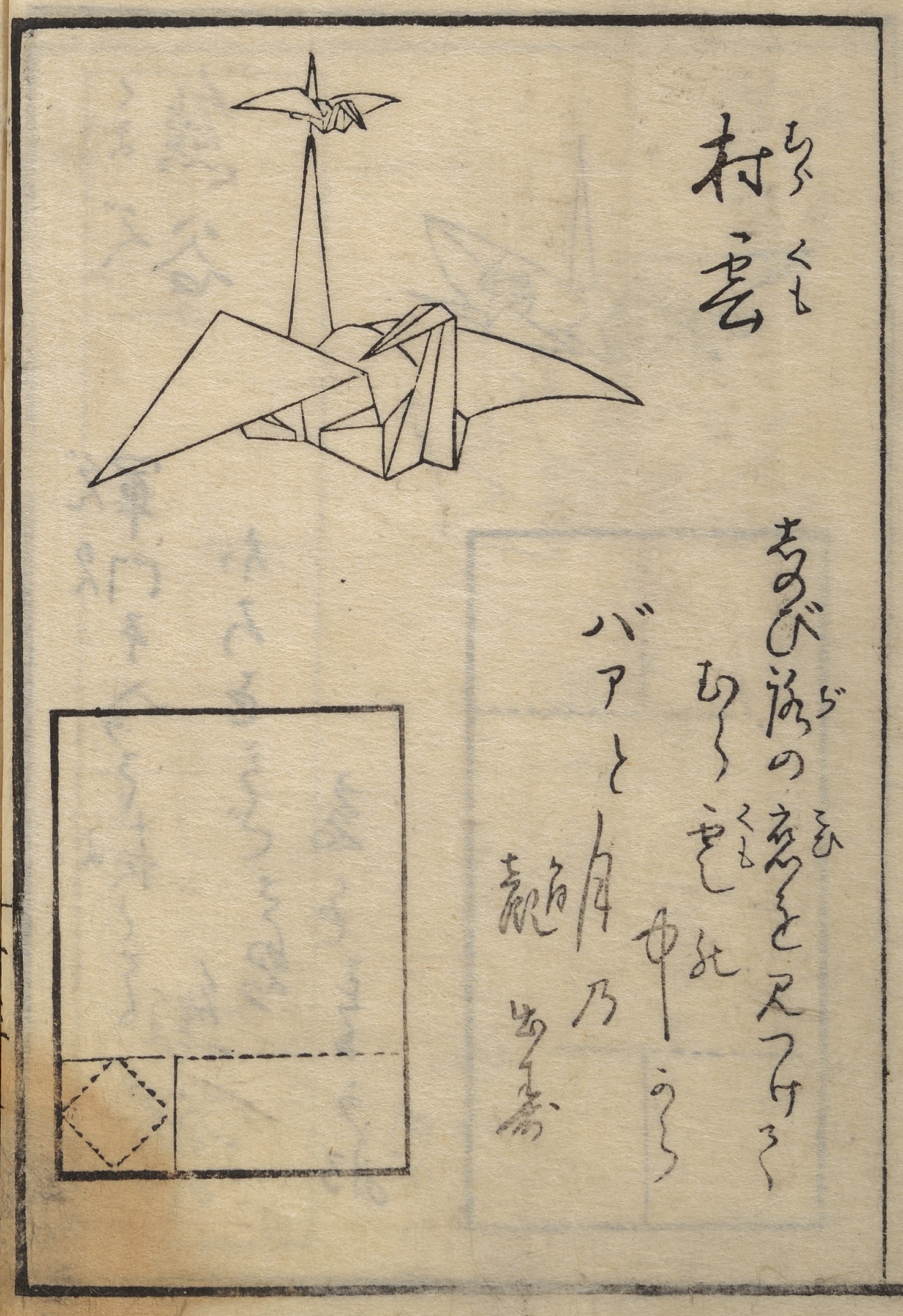
A dobradura de dois grous de origami ligados entre si (do primeiro livro conhecido sobre origami, Senbazuru orikata oculto, publicado no Japão em 1797)

Tradições distintas de dobradura de papel surgiram na Europa, na China e no Japão, que foram bem documentadas por historiadores. Estas parecem ter sido principalmente tradições separadas, até o século XX.
Na China, os funerais tradicionais geralmente incluem a queima de dobradura de papel, na maioria das vezes representações de pepitas de ouro (yuanbao). A prática de queimar representações de papel, em vez de réplicas de madeira ou argila, em grande escala data da Dinastia Song (905–1125 E.C.), embora não esteja claro quanta dobradura estava envolvida.
No Japão, a primeira referência inequívoca a um modelo de papel está em um poema curto de Ihara Saikaku em 1680 que menciona um design tradicional de borboleta usado durante os casamentos xintoístas. A dobradura preenchia algumas funções cerimoniais na cultura japonesa do período Edo; Noshi (ou のし) eram anexados a presentes, assim como os cartões comemorativos (greeting cards) são usados hoje. Isso se desenvolveu em uma forma de entretenimento; os dois primeiros livros didáticos publicados no Japão são claramente recreativos.
Na Europa, havia um gênero bem desenvolvido de dobradura de guardanapos (napkin folding), que floresceu durante os séculos XVII e XVIII. Após esse período, esse gênero declinou e foi praticamente esquecido; o historiador Joan Sallas atribui isso à introdução da porcelana, que substituiu as dobraduras complexas dos guardanapos como um símbolo de status da mesa de jantar entre a nobreza. No entanto, algumas das técnicas e bases associadas a esta tradição continuaram a fazer parte da cultura europeia; a dobradura era uma parte significativa do método "jardim de infância" de Friedrich Fröbel, e os designs publicados em conexão com seu currículo são estilisticamente semelhantes ao repertório de dobradura de guardanapo. Outro exemplo de origami antigo na Europa é o "pajarita", um pássaro estilizado cujas origens datam pelo menos do século XIX.
Quando o Japão abriu suas fronteiras na década de 1860, como parte de uma estratégia de modernização, eles importaram o sistema de jardim de infância de Fröbel – e com ele, as ideias alemãs sobre dobradura de papel. Isso incluiu a proibição de cortes e a forma inicial de um quadrado bicolor. Essas ideias, e parte do repertório de dobraduras europeu, foram integrados à tradição japonesa. Antes disso, as fontes tradicionais japonesas usavam uma variedade de formas iniciais, muitas vezes com cortes; e se tivessem cor ou marcações, estas eram adicionadas após o modelo ser dobrado.
No início de 1900, Akira Yoshizawa, Kosho Uchiyama e outros começaram a criar e gravar trabalhos originais de origami. Akira Yoshizawa em particular foi responsável por uma série de inovações, como a dobradura úmida e o sistema de diagramação Yoshizawa-Randlett, e seu trabalho inspirou um renascimento da forma de arte. Durante a década de 1980, uma série de dobradores começou a estudar sistematicamente as propriedades matemáticas das formas das dobraduras, o que levou a um rápido aumento na complexidade dos modelos de origami.
A partir do final do século XX, houve um interesse renovado em entender o comportamento da matéria dobrada, tanto artística quanto cientificamente. O "novo origami", que o distingue das antigas práticas artesanais, teve uma rápida evolução devido à contribuição da matemática computacional e ao desenvolvimento de técnicas como plissado de caixa (box-pleating), mosaicos (tessellations) e dobradura úmida (wet-folding). Artistas como Robert J. Lang,Erik Demaine, Sipho Mabona, Giang Dinh, Paul Jackson e outros são frequentemente citados por promoverem novas aplicações da arte. A faceta computacional e os intercâmbios através das redes sociais, onde novas técnicas e desenhos são introduzidos, elevaram o perfil do origami no século XXI.

## Técnicas e materiais

### Técnicas

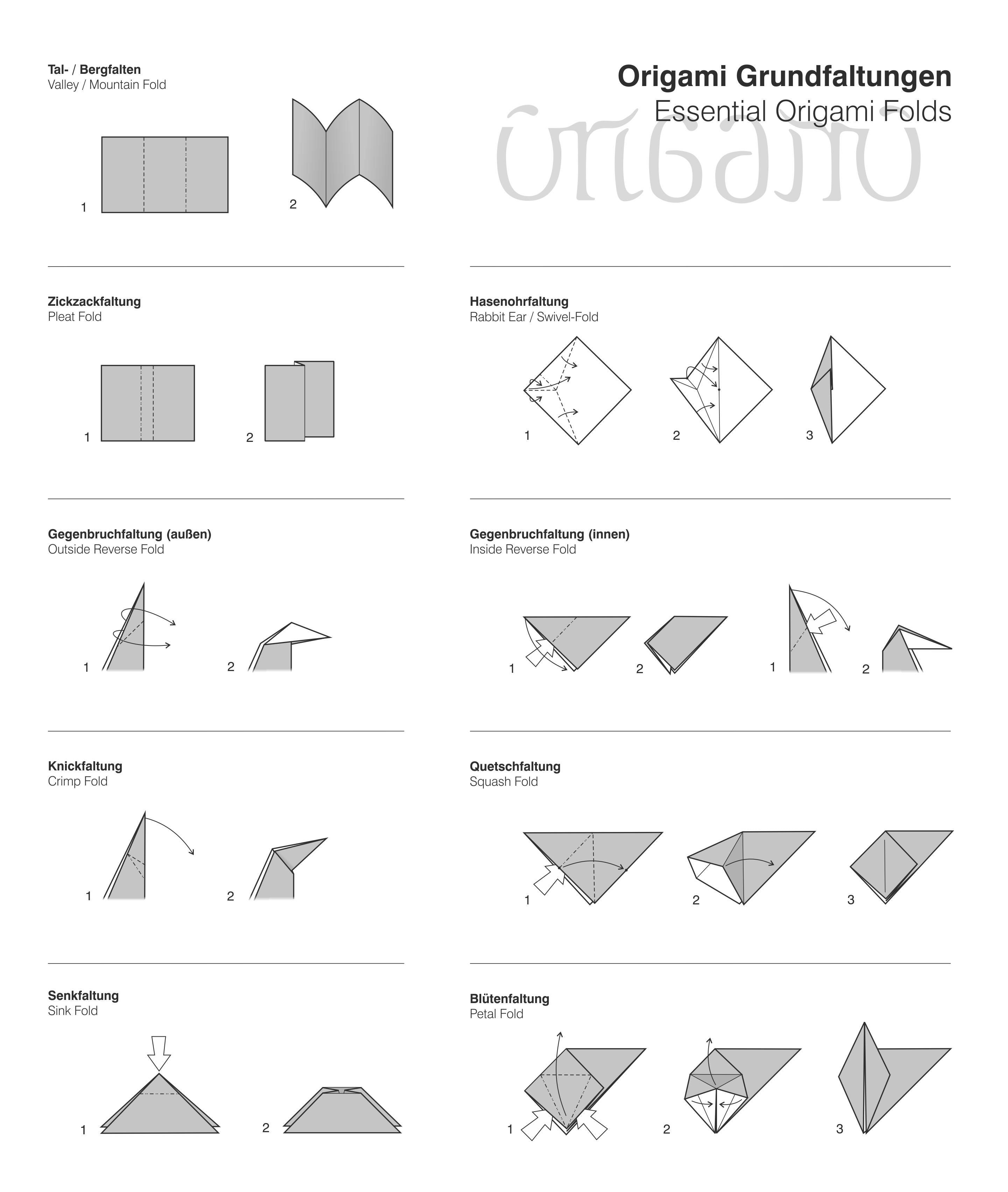
Uma lista de nove dobras básicas de origami: o vale (ou montanha), a prega, a orelha de coelho, o avesso externo, o avesso interno, o friso, a abóbora, a pia e a pétala

Muitos livros de origami começam com uma descrição das técnicas de origami básicas que são usadas para construir os modelos. Isso inclui diagramas simples de dobraduras básicas, como dobraduras de vale e montanha, pregas, dobraduras reversas, dobraduras de quadrados e pias. Existem também bases nomeadas padrões que são usadas em uma ampla variedade de modelos, por exemplo, a base do pássaro é um estágio intermediário na construção do pássaro batendo. Bases adicionais são a base preliminar (base quadrada), a base de peixe, a base de bomba d'água e a base de sapo.

### Papel para origami

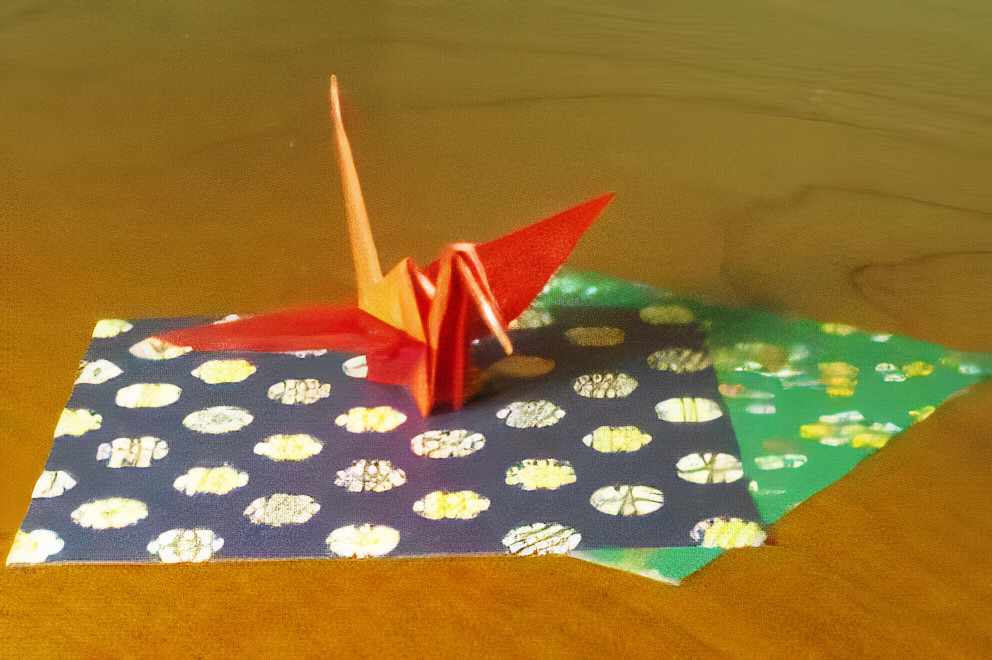
Um grou e papéis do mesmo tamanho usado para dobrá-lo

Praticamente qualquer material plano pode ser usado para dobrar; o único requisito é que ele tenha um vinco.
O papel de origami, muitas vezes referido como "kami" (papel japonês), é vendido em quadrados pré-embalados de vários tamanhos que variam de 2,5 cm (1 pol) a 25 cm (10 pol) ou mais. Geralmente é colorido de um lado e branco do outro; no entanto, existem versões com duas cores e padrões e podem ser usadas efetivamente para modelos com cores alteradas. O papel de origami pesa um pouco menos do que o papel de cópia, tornando-o adequado para uma ampla gama de modelos.
Papel de cópia normal com gramaturas de 70–90 g/m2 (19–24 lb) pode ser usado para dobraduras simples, como o grou e a bomba d’água. Papéis de gramatura mais pesada, de 100 g/m2 (aprox. 25 lb) ou mais, podem ser dobrados a úmido. Essa técnica permite uma escultura mais arredondada do modelo, que se torna rígido e resistente quando seco.
O papel laminado (revestido/folheado com papel alumínio), como o próprio nome indica, é uma folha laminada fina colada a uma folha de papel fino. Relacionado a isso está a folha de tecido/papel de seda laminada, que é feita colando um pedaço fino de tecido/papel de seda na folha de alumínio de cozinha. Um segundo pedaço de tecido/papel de seda pode ser colado no verso para produzir um "sanduíche" de "tecido/papel de seda ~ folha laminada ~ tecido/papel de seda". O papel laminado está disponível comercialmente mas a folha de tecido/papel de seda laminada não; deve ser feita à mão. Ambos os tipos de materiais de laminados/folheados são adequados para modelos complexos.
O washi (和紙) é o papel de origami tradicional usado no Japão. O washi é geralmente mais resistente do que o papel comum feito de polpa de madeira e é usado em muitas artes tradicionais. O washi é comumente feito com fibras da casca da árvore ganpi, o arbusto mitsumata (Edgeworthia papyrifera), ou a amoreira do papel, mas também pode ser feito com bambu, cânhamo, arroz e trigo.
Papéis artesanais como unryu, lokta, hanji[carece de fontes?], ganpi, kozo, saa e abaca têm fibras longas e muitas vezes são extremamente fortes. Como esses papéis são flexíveis para começar, eles geralmente são redimensionados com metilcelulose ou pasta de trigo antes de dobrar. Além disso, esses papéis são extremamente finos e compressíveis, permitindo bordas finas e estreitas como no caso de modelos de insetos.
O papel-moeda de vários países também é popular para criar "'origami; isso é conhecido como dollar origami, orikane e money origami.

### Ferramentas

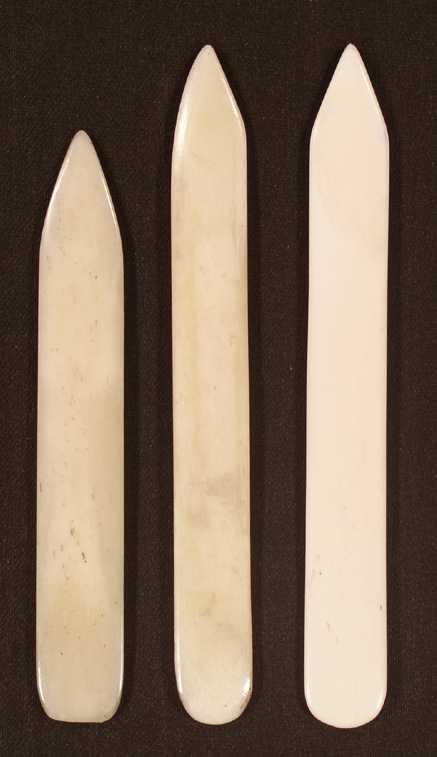
"Ossos" para dobraduras

É comum dobrar usando uma superfície plana, mas alguns dobradores gostam de fazê-lo no ar sem ferramentas, especialmente ao mostrar a dobradura.[carece de fontes?] Alguns dobradores acreditam que nenhuma ferramenta deve ser usada ao dobrar. [carece de fontes?] No entanto, algumas ferramentas podem ajudar especialmente com os modelos mais complexos. Por exemplo, um osso de dobradura permite que dobras afiadas sejam feitas facilmente no papel, clipes para papel podem atuar como pares extras de dedos e pinças podem ser usadas para fazer pequenas dobras. Ao fazer modelos complexos a partir dos padrões de dobras de origami, pode ser útil usar uma régua e uma gravadora esferográfica (embosser) para marcar as dobras. Modelos concluídos podem ser pulverizados para que mantenham melhor sua forma, e é necessário um spray ao dobrar a úmido.

## Tipos

### Origami de ação
Além do origami de natureza morta mais comum, também existem desenhos de objetos em movimento; origami pode se mover. O origami de ação inclui origami que voa, requer inflação para ser concluído ou, quando concluído, usa a energia cinética das mãos de uma pessoa, aplicada em uma determinada região do modelo, para mover outra aba ou membro. Alguns argumentam que, estritamente falando, apenas o último é realmente "reconhecido" como origami de ação. O origami de ação, que aparece pela primeira vez com o tradicional pássaro japonês, é bastante comum. Um exemplo são os instrumentistas de Robert Lang; quando as cabeças das figuras são afastadas de seus corpos, suas mãos se movem, assemelhando-se à execução de uma música.

### Origami modular

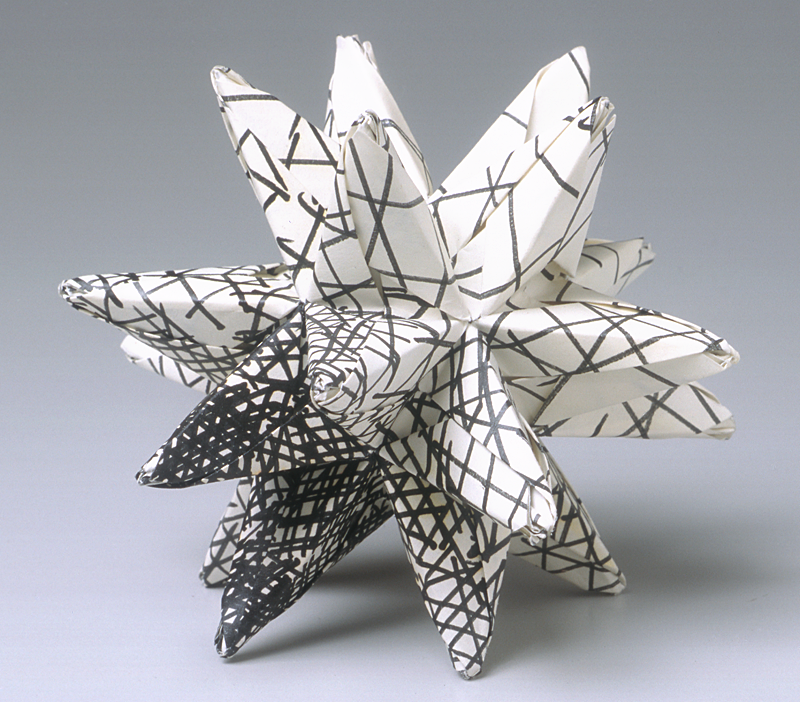
Um icosaedro estrelado feito de papéis personalizados

O origami modular consiste em juntar várias peças idênticas para formar um modelo completo. Muitas vezes as peças individuais são simples, mas a montagem final pode ser mais difícil. Muitos modelos modulares de origami são bolas decorativas dobráveis, como a kusudama, que diferem do origami clássico, pois as peças podem ser unidas usando linha ou cola.
A dobradura de papel chinesa, uma prima do origami, inclui um estilo semelhante chamado dobradura Golden Venture, onde um grande número de peças são reunidas para criar modelos elaborados. Este estilo é mais comumente conhecido como "origami 3D". No entanto, esse nome não apareceu até que Joie Staff publicou uma série de livros intitulados 3D origami, More 3D origami e More and more 3D origami.[carece de fontes?] Este estilo se originou de alguns refugiados chineses enquanto estavam detidos na América e é chamado de dobradura Golden Venture devido ao navio em que vieram.[carece de fontes?]

### Origami terra pura
O origami terra pura adiciona as restrições de que apenas dobraduras simples de montanha/vale podem ser usadas e todas as dobras devem ter localizações diretas. Foi desenvolvido por John Smith na década de 1970 para ajudar dobradores inexperientes ou com habilidades motoras limitadas. Alguns designers também gostam do desafio de criar dentro de restrições muito rígidas.

### Dobradura a úmido
A dobradura úmida é uma técnica de origami para produzir modelos com curvas suaves, em vez de dobraduras geométricas retas e superfícies planas. O papel é umedecido para que possa ser moldado com facilidade, o modelo final mantém sua forma ao secar. Ele pode ser usado, por exemplo, para produzir modelos animais de aparência muito natural. O size, um adesivo que é nítido e duro quando seco, mas se dissolve em água quando molhado e se torna macio e flexível, é frequentemente aplicado ao papel no estágio de polpa enquanto o papel está sendo formado ou na superfície de uma folha pronta de papel. O último método é chamado de colagem externa e mais comumente usa metilcelulose, ou MC, pasta ou vários amidos vegetais.

### Tesselações de origami
A tesselação de origami é um ramo que cresceu em popularidade após 2000. A tesselação é uma coleção de figuras que preenchem um plano sem lacunas ou sobreposições. Nas tesselações de origami, as plissagens (pregas) são usadas para conectar moléculas, como dobras de torção, de maneira repetida. Durante a década de 1960, Shuzo Fujimoto foi o primeiro a explorar as tesselações de dobra de torção de forma sistemática, criando dezenas de padrões e estabelecendo o gênero na corrente principal do origami. Por volta do mesmo período, Ron Resch patenteou alguns padrões de tesselação como parte de suas explorações em escultura cinética e superfícies desenvolvíveis, embora seu trabalho não fosse conhecido pela comunidade de origami até a década de 1980. Chris Palmer é um artista que explorou extensivamente as tesselações depois de ver os padrões Zellij na Alhambra e encontrou maneiras de criar tesselações de origami detalhadas de seda. Robert Lang e Alex Bateman são dois designers que usam programas de computador para criar tesselações de origami. A primeira convenção internacional dedicada a tesselações de origami foi sediada em Brasília (Brasil), em 2006, e o primeiro livro de instruções sobre padrões de dobradura de tesselação foi publicado por Eric Gjerde em 2008. Desde então, o campo cresceu muito rapidamente. Artistas de tesselações incluem Polly Verity (Escócia); Joel Cooper, Christine Edison, Ray Schamp e Goran Konjevod dos E.U.A.; Roberto Gretter (Itália); Christiane Bettens (Suíça); Carlos Natan López (México); e Jorge C. Lucero (Brasil).

### Kirigami
Kirigami é um termo japonês para corte de papel. O corte era frequentemente usado no origami tradicional japonês, mas as inovações modernas na técnica tornaram desnecessário o uso de cortes. A maioria dos designers de origami não considera mais os modelos com cortes como origami, usando o termo kirigami para descrevê-los. Essa mudança de atitude ocorreu durante os anos 1960 e 1970, então os primeiros livros de origami costumam usar cortes, mas na maioria das vezes eles desapareceram do repertório moderno de origami; a maioria dos livros modernos nem sequer menciona o corte.

### Dobradura de tiras
A dobradura de tiras é uma combinação de dobradura e tecelagem de papel. Um exemplo comum de dobradura de tiras é chamado de "Estrela da sorte", também chamada de "Estrela da sorte chinesa", "Estrela dos sonhos", "Estrela dos desejos" ou simplesmente "Estrela de origami". Outra dobradura comum é a "Estrela da Morávia", que é feita dobrando em tiras e em design tridimensional para incluir 16 pontas.

### Dobradura de saquinhos de chá
A dobradura de saquinhos de chá é creditada ao artista holandês Tiny van der Plas, que desenvolveu a técnica em 1992 como uma arte de papel para embelezar cartões comemorativos. Ele usa pequenos pedaços quadrados de papel (por exemplo, uma embalagem de saquinho de chá) com desenhos simétricos que são dobrados de tal forma que se encaixam e produzem uma versão tridimensional do desenho subjacente. A dobradura de pipa básica é usada para produzir rosetas que são uma versão tridimensional do design 2D.
O design básico da roseta requer que oito quadrados correspondentes sejam dobrados no design de "pipa". Os professores de matemática acham os designs muito úteis como uma forma prática de demonstrar algumas propriedades básicas de simetria.[carece de fontes?]

## A matemática e o origâmi técnico

### Matemática e aplicações práticas

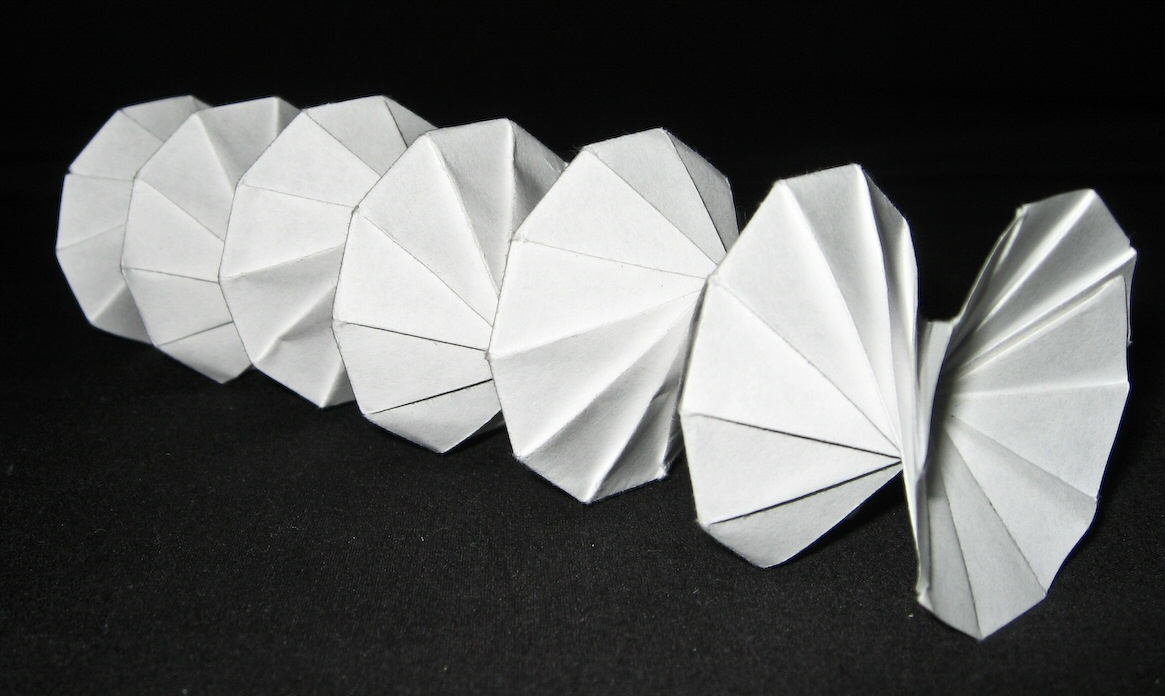
Mola em ação, projetada por Jeff Beynon, feita de um único pedaço de papel retangular

A prática e o estudo do origami engloba vários assuntos de interesse matemático. Por exemplo, o problema da dobrabilidade plana (se um padrão de dobradura pode ser dobrado em um modelo bidimensional) tem sido um tópico de estudo matemático considerável.
Uma série de avanços tecnológicos vieram de insights obtidos por meio de dobraduras de papel. Por exemplo, foram desenvolvidas técnicas para a implantação de airbags de carros e implantes de estentes a partir de uma posição dobrada.
O problema do origami rígido ("se substituíssemos o papel por chapa e tivéssemos dobradiças no lugar das linhas de vinco, ainda poderíamos dobrar o modelo?") tem grande importância prática. Por exemplo, a dobradura do mapa de Miura é uma dobradura rígida que foi usada para implantar grandes arranjos de painéis solares para satélites espaciais.
O origami pode ser usado para construir vários desenhos geométricos que não são possíveis com construções com compasso e régua. Por exemplo, a dobradura de papel pode ser usada para trissecção angular e duplicação do cubo.

### Origâmi técnico
O origami técnico, conhecido em japonês como origami sekkei (折り紙設計), é uma abordagem de design de origami na qual o modelo é concebido como um padrão de dobras projetado, em vez de desenvolvido através de tentativa e erro. Com os avanços na matemática do origami, a estrutura básica de um novo modelo de origami pode ser teoricamente traçada no papel antes mesmo de ocorrer qualquer dobragem real. Este método de design de origami foi desenvolvido por Robert Lang, Meguro Toshiyuki e outros, e permite a criação de modelos multi-membros extremamente complexos, como centopéias de muitas pernas, figuras humanas com um conjunto completo de dedos das mãos e pés e similares.
Os padrões de dobras são as disposições das dobras necessárias para formar a estrutura do modelo. Paradoxalmente, quando os designers de origami criam um padrão de dobras para um novo design, a maioria das dobras menores são relativamente sem importância e adicionadas apenas para a conclusão do modelo. O mais importante é a alocação das regiões do papel e como elas são mapeadas para a estrutura do objeto que está sendo projetado. Ao abrir um modelo dobrado, é possível observar as estruturas que o compõem; o estudo dessas estruturas levou a uma série de abordagens de design orientadas a padrões de dobras.
Os padrões de alocações são chamados de "empacotamento circular" ou "empacotamento poligonal". Usando algoritmos de otimização, uma figura de empacotamento circular pode ser calculada para qualquer base uniaxial de complexidade arbitrária. Uma vez que este valor é calculado, as dobras que são usadas para obter a estrutura base podem ser adicionadas. Este não é um processo matemático único, portanto, é possível que dois projetos tenham o mesmo empacotamento circular e, no entanto, estruturas de padrões de dobras diferentes.
Como um círculo abrange a quantidade máxima de área para um determinado perímetro, o empacotamento circular permite a máxima eficiência em termos do uso do papel. No entanto, outras formas poligonais também podem ser usadas para resolver o problema do empacotamento. O uso de formas poligonais que não sejam círculos é muitas vezes motivado pelo desejo de encontrar dobras facilmente localizáveis (como múltiplos de 22,5 graus) e, portanto, uma sequência de dobragem mais fácil também. Uma ramificação popular do método de empacotamento circular é o plissado em caixa, onde quadrados são usados em vez de círculos. Como resultado, o padrão de dobras que surge desse método contém apenas ângulos de 45 e 90 graus, o que geralmente contribui para uma sequência de dobras mais direta.

### Programas de computador relacionados ao origâmi
Uma série de ajudas de computador para origami, como o TreeMaker e o Oripa, foram inventadas. O TreeMaker permite que novas bases de origami sejam projetadas para propósitos especiais e o Oripa tenta calcular a forma dobrada a partir dos padrões de dobras.

## Ética e direitos autorais
Os direitos autorais em designs de origami e o uso de modelos tornaram-se uma questão cada vez mais importante na comunidade de origami, pois a Internet facilitou muito a venda e a distribuição de designs piratas. É considerado de boa etiqueta sempre creditar o artista original e o dobrador ao mostrar modelos de origami. Alegou-se que todos os direitos comerciais de designs e modelos são normalmente reservados por artistas de origami; no entanto, o grau em que isso pode ser aplicado tem sido contestado. Sob tal ponto de vista, uma pessoa que dobra um modelo usando um desenho obtido legalmente poderia mostrar publicamente o modelo, a não ser que tais direitos fossem especificamente reservados, enquanto dobrar um design por dinheiro ou uso comercial de uma foto, por exemplo, exigiria consentimento. O grupo de Autores e criadores de origami foi criado para representar os interesses dos direitos autorais dos artistas de origami e facilitar os pedidos de permissão.
No entanto, um tribunal no Japão afirmou que o método de dobragem de um modelo de origami "compreende uma ideia e não uma expressão criativa e, portanto, não é protegido pela lei de direitos autorais". Além disso, o tribunal declarou que "o método de dobrar origami é de domínio público; não se pode evitar usar os mesmos vincos de dobra ou as mesmas setas para mostrar a direção em que dobrar o papel". Portanto, é legal redesenhar as instruções de dobra de um modelo de outro autor, mesmo que as instruções redesenhadas compartilhem semelhanças com as originais, desde que essas semelhanças sejam de "natureza funcional". As instruções redesenhadas podem ser publicadas (e até vendidas) sem necessidade de qualquer permissão do autor original.

## Galeria
Estas imagens mostram exemplos de vários tipos de origâmi.

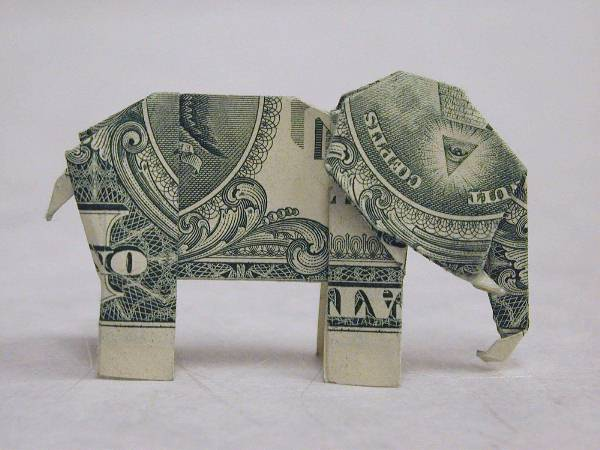
Elefante de nota de dólar, um exemplo de moneygami
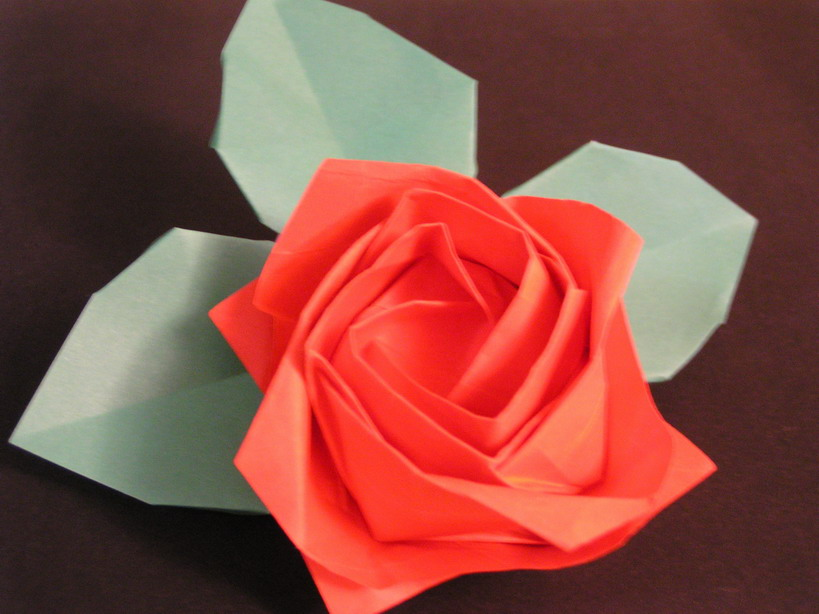
A rosa de Kawasaki usando a dobra de torção desenvolvida por Toshikazu Kawasaki. O cálice (as sépalas) é feito separadamente
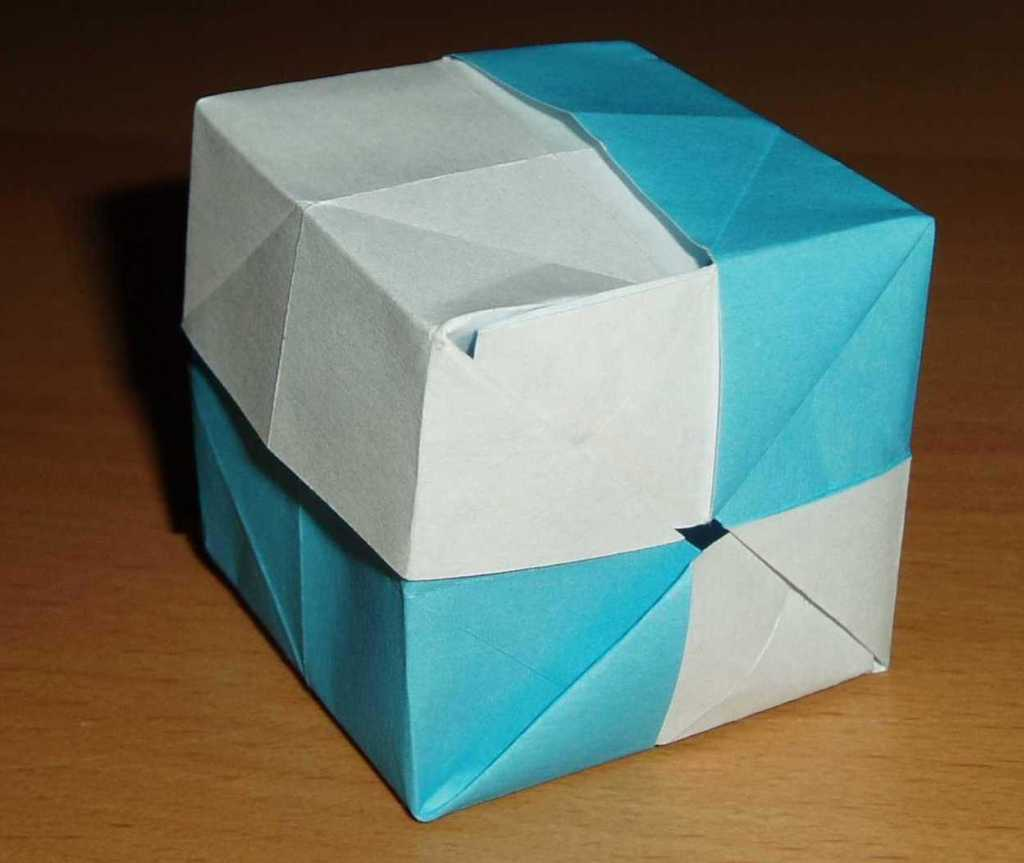
Cubo de Kawasaki, um exemplo de um modelo de isoárea
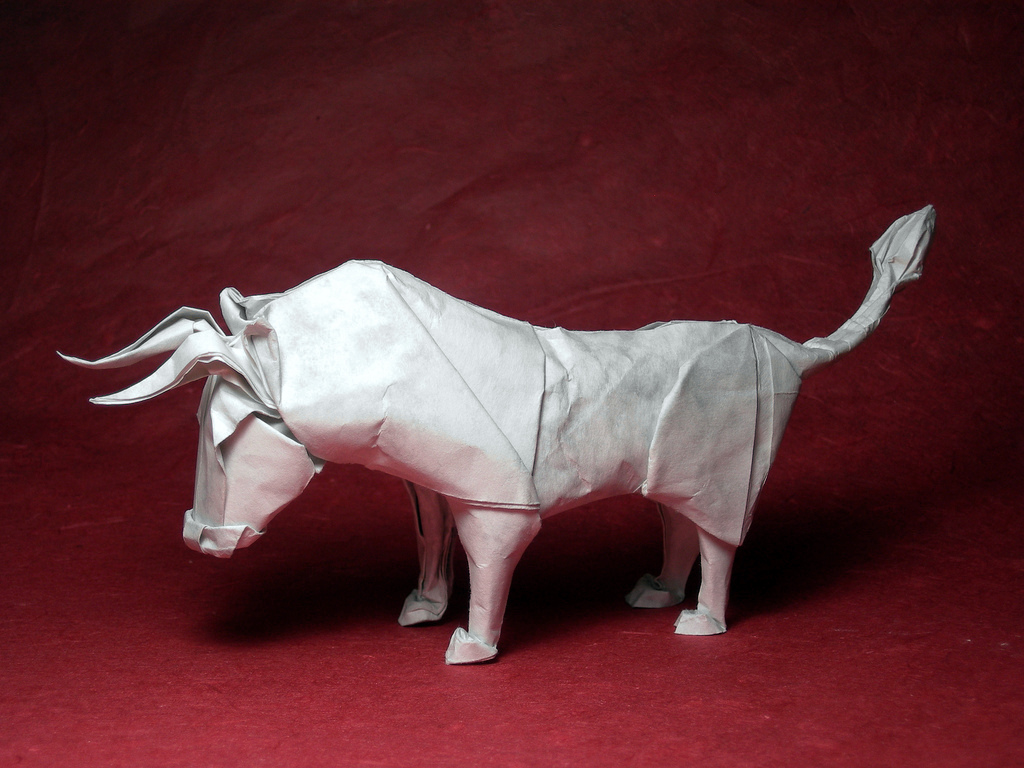
Um touro dobrado a úmido
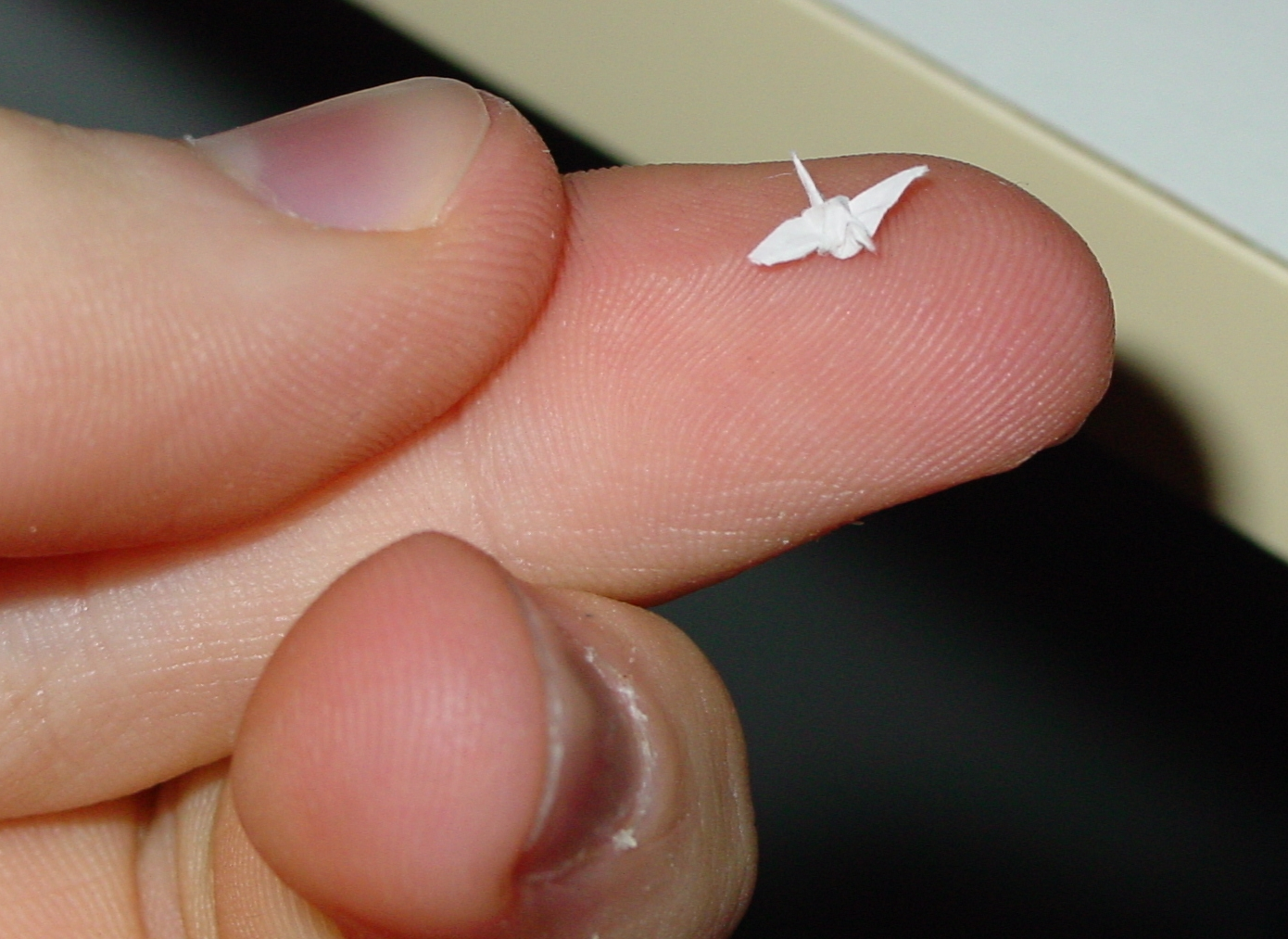
Uma versão em miniatura desafiadora de um grou de papel
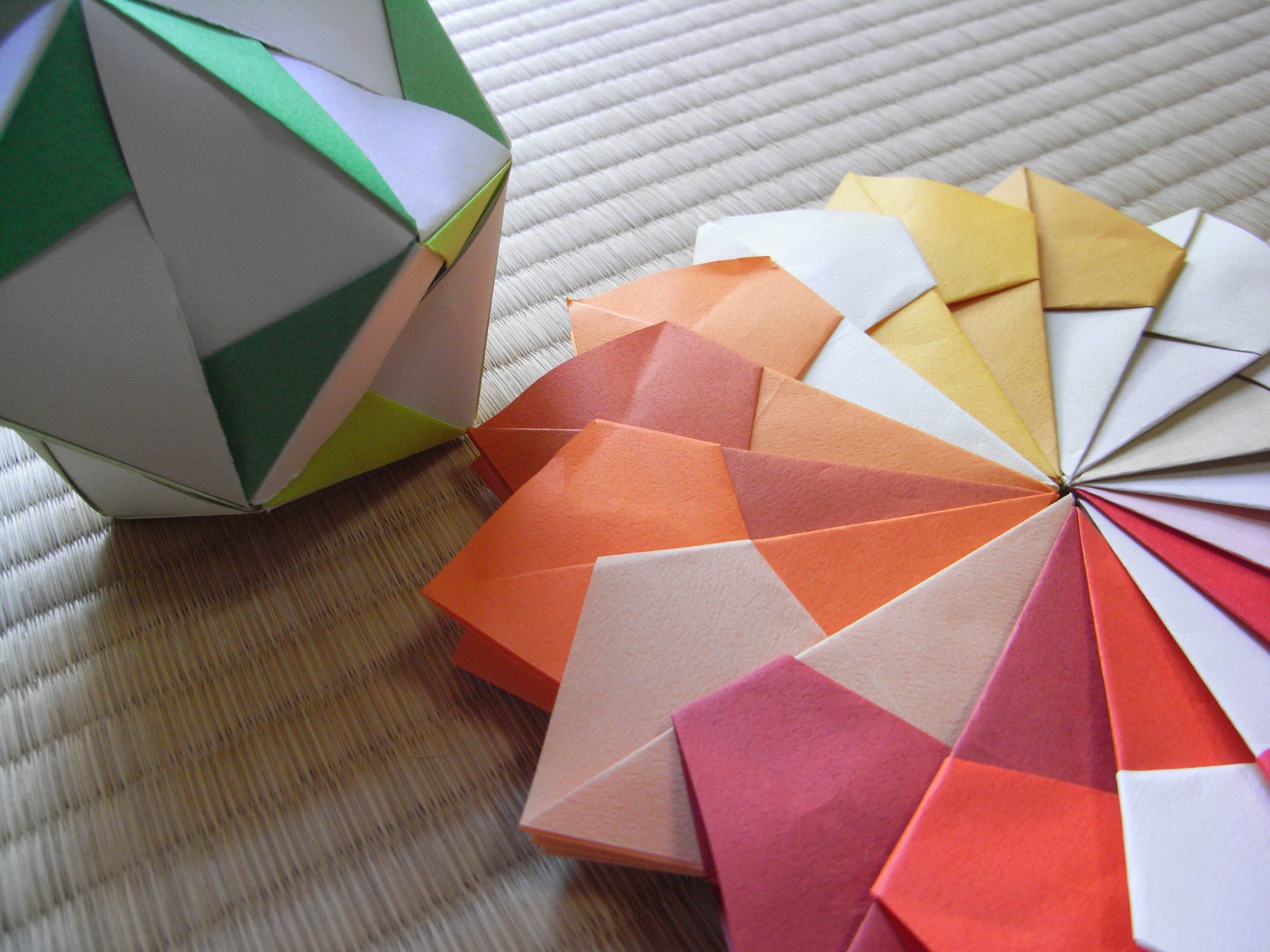
Dois exemplos de origami modular
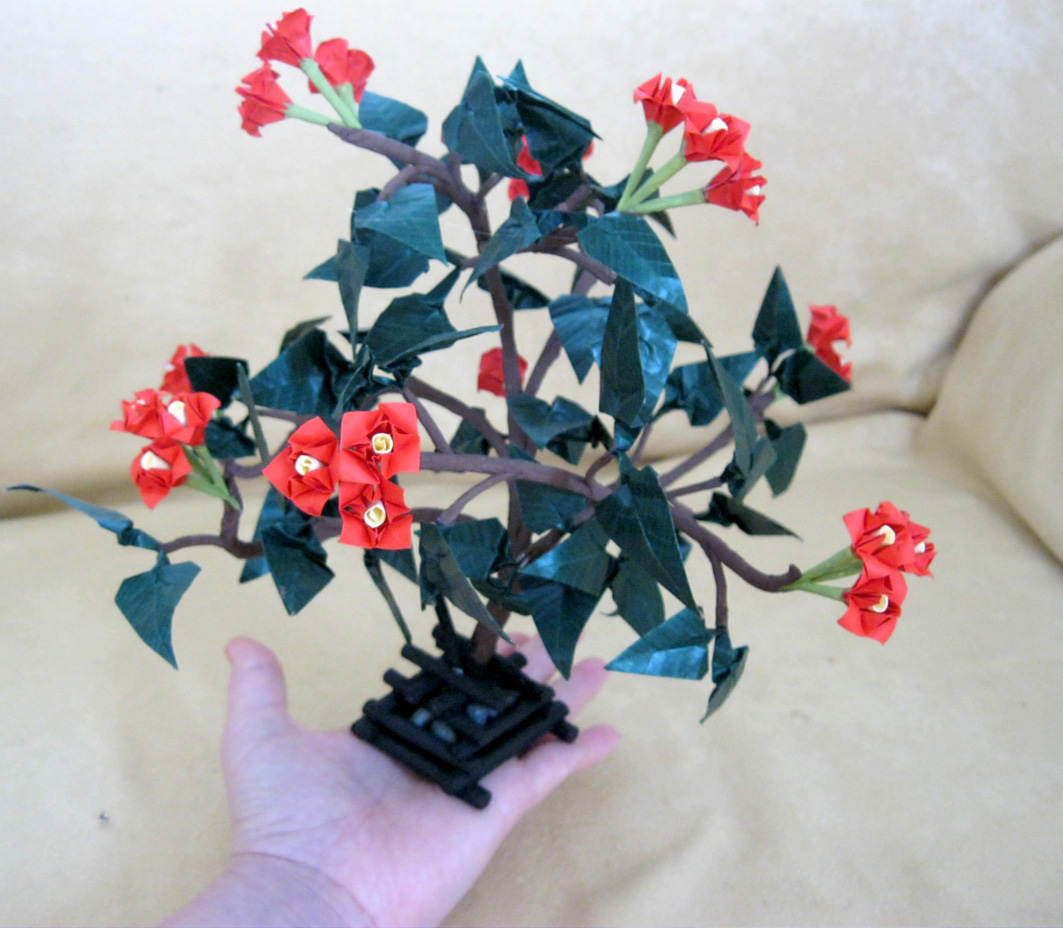
Um exemplo de bonsai de origami
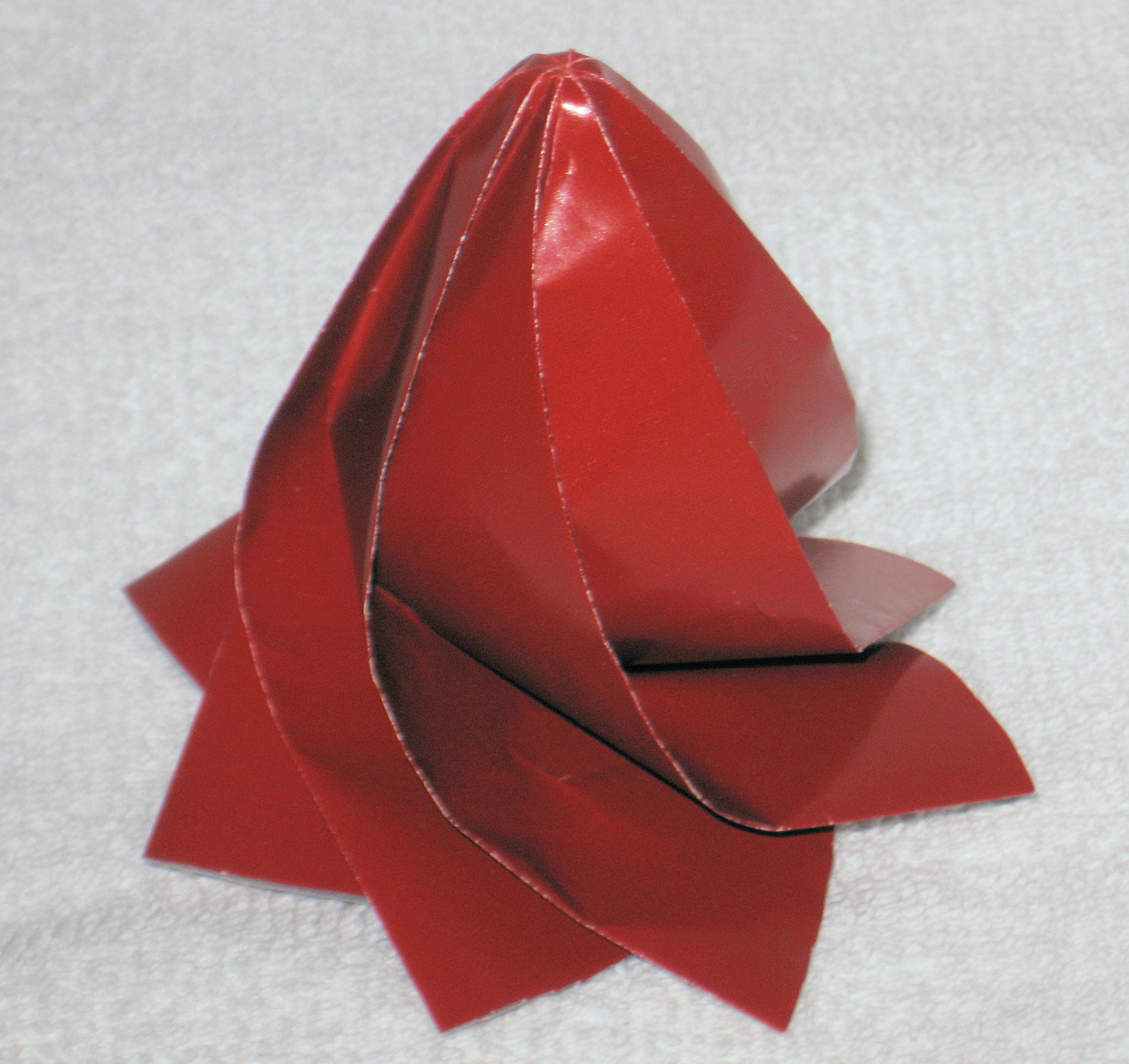
Bomba d'água inteligente usando papel circular e dobras curvas
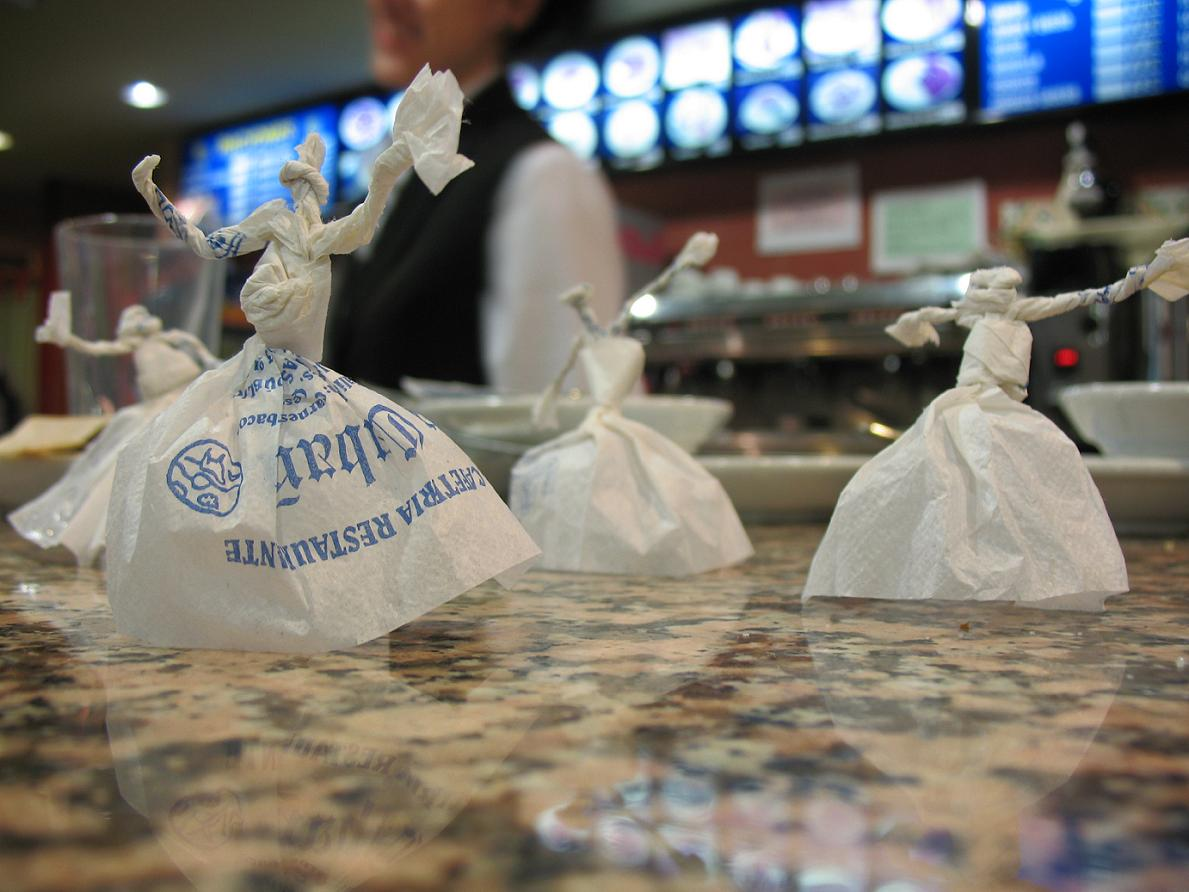
Dançarinos de flamenco feitos usando uma dobradura molhada e técnica de torção/amarração
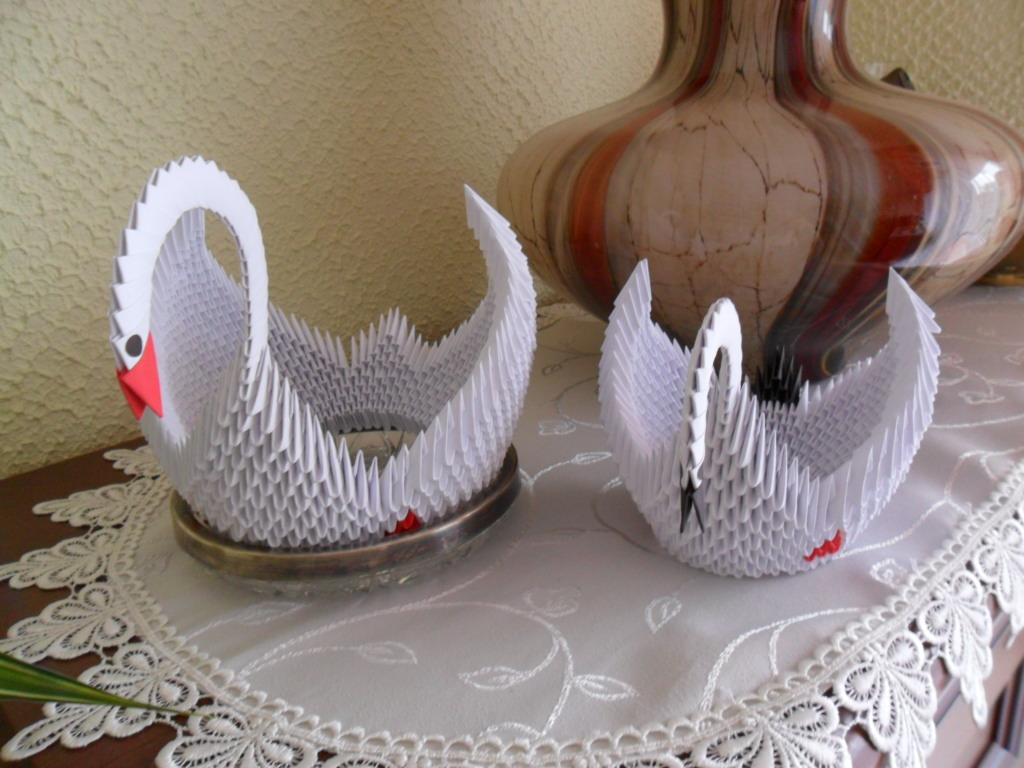
Cisnes de dobradura chinesa de papel

## Na cultura popular
- Na primeira temporada de House of cards, episódio 6, Claire Underwood dá dinheiro a um sem-teto, e mais tarde ele o devolve dobrado na forma de um pássaro.[28] Claire então começa a fazer animais de origami, e no episódio 7 ela dá vários para Peter Russo para seus filhos.[29]
- Em Blade runner, Gaff dobra origami ao longo do filme, e um unicórnio de origami que ele dobra forma um ponto importante da trama.[30]
- A filosofia e o enredo da história de ficção científica "Ghostweight" de Yoon Ha Lee giram em torno do origami. Nela, o origami serve de metáfora para a história: "Não é verdade que os mortos não podem ser dobrados. Quadrado vira pipa vira cisne; história vira rumor vira canção. Até o ato de recordar dobra a verdade".[31] Um elemento importante da trama é o armamento, chamado jerengjen, dos mercenários espaciais, que se desdobram a partir de formas planas: "Nas ruas, jerengjen se desdobrava lindamente, expandindo-se para artilharia com sombras em forma de dragão e robôs de assalto elegantes de quatro patas com sombras em forma de lobo. Nos céus, jerengjen se desdobrou em bombardeiros com sombras em forma de peneireiro." A história diz que a palavra significa a arte de dobrar papel na língua principal dos mercenários. Em entrevista, quando questionado sobre o assunto, o autor conta que ficou fascinado com as dimensões desde a leitura do romance Flatland.[32]
- Em Scooby-Doo! e a espada samurai, Scooby e Salsicha aprendem origami, o que é crucial para encontrar a "Espada da perdição".
- Em Kubo e as cordas mágicas, o protagonista principal Kubo pode manipular magicamente o origami com música de seu shamisen.
- Em Naruto shippuden, Konan, o único membro feminino da Akatsuki, usa o jutsu de origami, no qual ela usa seu chakra para dar vida aos origami e usá-los como armas.
- O videogame, de 2010, Heavy rain tem um antagonista conhecido como o assassino do origami.
- No programa de televisão, da BBC, QI, é relatado que o origami na forma que é comumente conhecido, onde o papel é dobrado sem ser cortado ou colado, provavelmente se originou na Alemanha e foi importado para o Japão em 1860, quando o Japão abriu suas fronteiras (no entanto, está confirmado que grous de papel usando esta técnica existem no Japão desde o período Edo, antes de 1860).[33]
- Paper Mario: The origami king é um jogo, para Nintendo Switch, de 2020 com personagens da série Mario em um mundo origami temático.

## Leituras adicionais
- Kunihiko Kasahara (1988). Origami omnibus: Paper folding for everybody (em inglês). Tóquio: Japan publications, Inc. ISBN 4-8170-9001-4
Um livro para origamistas mais avançados; este livro apresenta muitas idéias e teorias mais complicadas, bem como tópicos relacionados em geometria e cultura, juntamente com diagramas dos modelos.
- Kunihiko Kasahara e Toshie Takahama (1987). Origami for the connoisseur (em inglês). Tóquio: Japan publications, Inc. ISBN 0-87040-670-1
- Satoshi Kamiya (2005). Works by Satoshi Kamiya, 1995–2003 (em inglês e japonês). Tóquio: Origami house
Um livro extremamente complexo para os origamistas de elite, a maioria dos modelos leva mais de 100 passos para ser concluída. Inclui seu famoso "Dragão divino Bahamut" e "Dragões antigos". As instruções estão em japonês e inglês.
- Kunihiko Kasahara (2001). Extreme origami (em inglês). ISBN 0-8069-8853-3
- Michael LaFosse. Origamido : Masterworks of paper folding (em inglês). ISBN 978-1564966391
- Nick Robinson (2004). Encyclopedia of origami (em inglês). Quarto. ISBN 1-84448-025-9.
Um livro cheio de designs estimulantes.